# Kvarnsjön (Ucklums socken, Bohuslän, 644634-127602)
Kvarnsjön är en sjö i Stenungsunds kommun i Bohuslän och ingår i Göta älv-Bäveåns kustområde. Sjön är 24 meter djup, har en yta på 0,094 kvadratkilometer och är belägen 125 meter över havet. Sjön avvattnas av vattendraget Herrgusserödsån.

## Delavrinningsområde
Kvarnsjön ingår i det delavrinningsområde (644640-127460) som SMHI kallar för Mynnar i Stora Hällungen. Medelhöjden är 97 meter över havet och ytan är 5,16 kvadratkilometer. Det finns inga avrinningsområden uppströms utan avrinningsområdet är högsta punkten. Herrgusserödsån som avvattnar avrinningsområdet har biflödesordning 2, vilket innebär att vattnet flödar genom totalt 2 vattendrag innan det når havet efter 16 kilometer. Avrinningsområdet består mestadels av skog (56 procent) och jordbruk (11 procent). Avrinningsområdet har 5,93 kvadratkilometer vattenytor vilket ger det en sjöprocent på 19,8 procent. Bebyggelsen i området täcker en yta av 0,8 kvadratkilometer eller 3 procent av avrinningsområdet.